# Centre européen de formation continue maritime
 (avril 2016).
Le Centre européen de formation continue maritime (CEFCM), né de la volonté commune de l’État français et du conseil régional de Bretagne et des professionnels, est en centre de formation français qui a pour objet d’organiser et de promouvoir des actions répondant aux besoins des professions liées à la mer.

## Mission
Le CEFCM a pour ambition de développer, à partir de sa spécificité maritime, de ses compétences et de son potentiel, des formations répondant aux normes ISO 9001 conformes à la réglementation en vigueur (STCW 2010, SOLAS, document unique de prévention) en adéquation avec l’évolution de l’emploi, de l’économie, des technologies et du développement durable.
L’enseignement se fixe trois ambitions : dispenser des formations de qualité, valoriser et encourager les capacités d’adaptation des marins, et Sensibiliser et motiver les stagiaires pour assurer leur réussite.

## Implantation
Le CEFCM est présent sur sept sites en Bretagne, trois sites propres et quatre sites en lycées professionnels maritimes.

## Membres fondateurs
Personnes morales de droit public :
- L’État
- La région Bretagne
- Les départements du Finistère, des Côtes d’Armor, d’Ille-et-Vilaine  et du Morbihan

Personnes morales de droit privé :
- Le comité régional des pêches maritimes et des élevages marins
- Armateurs de France
- Le comité régional conchylicole Bretagne nord
- Le comité régional conchylicole Bretagne sud
- La fédération de l’industrie nautique
- Nautisme en Bretagne

## Direction
Présidé par Jean-Philippe Casanova, représentant les Armateurs de France, le CEFCM est dirigé depuis septembre 2007 par Alain Pomes.